# Округ Сан Патришио (Тексас)
Округ Сан Патришио (енгл. San Patricio County) је округ у америчкој савезној држави Тексас. По попису из 2010. године број становника је 64.804.

## Демографија
Према попису становништва из 2010. у округу је живело 64.804 становника, што је 2.334 (3,5%) становника мање него 2000. године.
| Група             | 2000.          | 2010.          |
| Белци             | 30.749 (45,8%) | 27.330 (42,2%) |
| Афроамериканци    | 1.885 (2,8%)   | 1.071 (1,7%)   |
| Азијати           | 426 (0,6%)     | 537 (0,8%)     |
| Хиспаноамериканци | 33.181 (49,4%) | 35.248 (54,4%) |
| Укупно            | 67.138         | 64.804         |